# Tales of Mystery and Imagination (Nocturnal Rites)
Tales of Mystery and Imagination è il secondo album del gruppo svedese Nocturnal Rites, pubblicato dalla Century Media Records il 17 novembre 1997 in Giappone ed il 18 febbraio 1998 in Europa.

## Tracce
1. Ring of Steel – 6:42
2. Dark Secret – 5:04
3. Test of Time – 5:00
4. Lost in Time – 3:01
5. The Vision – 4:21
6. Warrior's Return – 4:43
7. Change the World – 3:45
8. Pentagram – 3:47
9. Eye of the Demon – 4:42
10. End of the World – 3:23
11. The Curse – 4:03
12. Burn in Hell – 3:37

Traccia bonus presente nell'edizione giapponese
1. Living for Today (Demo) – 4:39

## Formazione
- Anders Zackrisson - voce
- Fredrik Mannberg - chitarra
- Nils Norberg - chitarra, guitar synth
- Nils Eriksson - basso
- Ulf Andersson - batteria

### Altri musicisti
- Mattias Bernhardsson - tastiere